# Mount Addenbroke
Mount Addenbroke är ett berg i Kanada.   Det ligger i Strathcona Regional District och provinsen British Columbia, i den sydvästra delen av landet, 3 600 km väster om huvudstaden Ottawa. Toppen på Mount Addenbroke är 1 581 meter över havet. Mount Addenbroke ligger på ön East Redonda Island.
Terrängen runt Mount Addenbroke är huvudsakligen bergig. Trakten runt Mount Addenbroke är nära nog obefolkad, med mindre än två invånare per kvadratkilometer.. 